# Clase del Cabinet des Médailles 218

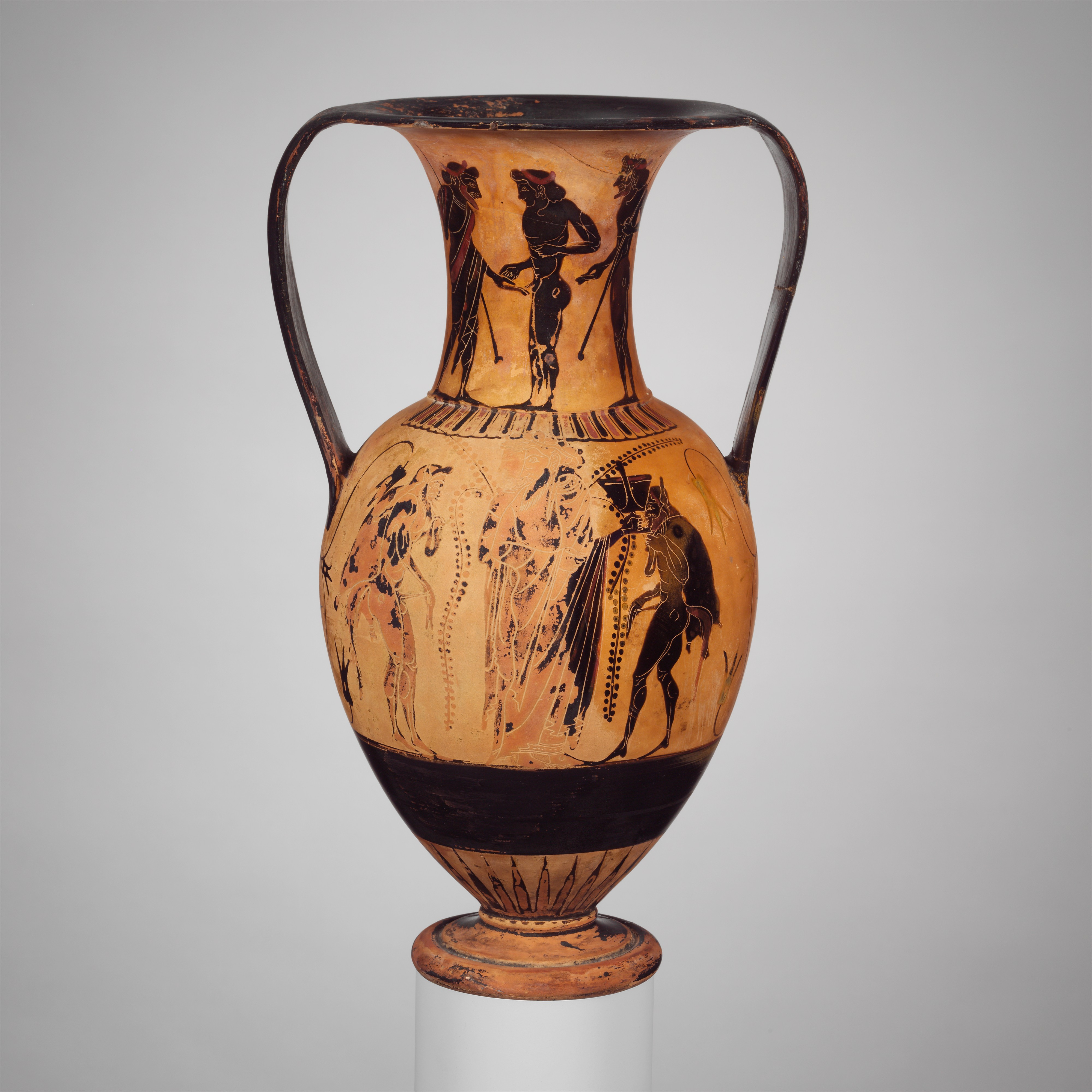
Heracles lucha contra las amazonas. Ánfora de cuello, Nueva York, Museo Metropolitano de Arte 56.171.24, circa del 510 a. C.

La Clase del Cabinet des Médailles 218 ( también conocida como Cab. Méd. 218 o Clase de C.M. 218) es una clase de ánforas áticas de cuello de figuras negras.
La Clase del Cabinet des Médailles 218 es una variante del ánfora nicosténica. El perfil de estas ánforas de cuello es más fluido de lo habitual y menos anguloso que la forma común. Esto los hace parecer más griegos que otros vasos de este tipo. Las obras están datadas en el último tercio del siglo VI a. C. Los vasos fueron decorados por diferentes pintores. Dos de los vasos hechos por Panfeo, fueron pintados por Olto. Como todas las ánforas nicosténicas, las obras de la Clase del Cabinet des Médailles 218 se encontraron exclusivamente en Caere. Por lo tanto, en la tradición nicosténica parecen haber sido destinadas solo para la exportación a Etruria.
La Clase recibió su nombre convenido de John Beazley por un vaso en el Cabinet des Médailles de la Bibliothèque nationale de France en París, que se conserva allí bajo el número de catálogo 218 y que él asignó al Pintor de Boston 01.17. En 1971, Beazley distinguió cuatro subclases dentro de la Clase del Cabinet des Médailles 218: la subclase Adikia, la subclase del Cabinet des Médailles 218 y varias.